# مهرجان بعلبك الدولي
مهرجان بعلبك الدولي هو حدث ثقافي في لبنان . يقام منذ عام 1955 يذهب أشخاص من جميع أنحاء العالم إلى مدينة بعلبك في سهل البقاع اللبناني لحضور المهرجان السنوي. يتم تقديم الموسيقى الكلاسيكية والرقص والمسرح والأوبرا والجاز وكذلك الموسيقى العالمية الحديثة في شهرى يوليو وأغسطس في الأكروبول الروماني القديم. رؤساء المهرجان هم : إيمي كتانة من 1956 إلى 1969 ، سلوى سعيد من 1970 إلى 1974 ، مي عريضة من 1975 إلى 2010 ، نايلة دي فريج من 2011 حتى الآن.

## التاريخ
يعود تاريخ المهرجانات إلى منتصف القرن العشرين مع تنظيم أول أنشطة تنظيمية في عام 1955. بعد عام واحد أطلق الرئيس شمعون اسمه على مهرجان بعلبك الدولي الذي أصبح مؤسسة حكومية هدفها تشجيع السياحة والثقافة اللبنانية. أقيم المهرجان في يوليو وأغسطس على أنقاض المعابد الرومانية. في عام 1966 أنشأت مدرسة للدراما لتعزيز الأعمال التي قام بها المؤلفون اللبنانيون.
بعد الحرب الأهلية اللبنانية (1975-1990) توقفت أنشطة المهرجان لربع قرن أعيد افتتاح المهرجان أمام المشاهدين الجدد في عام 1997. استعادت الأحداث الثقافية مثل الموسيقى الكلاسيكية والأوبرا والجاز والموسيقى العالمية الحديثة والليالي اللبنانية وموسيقى الروك والبوب وكذلك الباليه والمسرح موقعها السابق مع أكثر من 40 ألف متفرج سنوي يشاهدون هذه العروض في محيط بعلبك التاريخي الفريد. 
دفعت الأوضاع الأمنية في منطقة الشرق الأوسط صيف العام 2024، منظمي مهرجانات بعلبك، للاستعاضة عن المهرجان بحفلة موسيقية واحدة لفنانين لبنانيين وفلسطينيين خلال أغسطس/ آب في ضواحي بيروت.

## أبرز فعاليات المهرجان
رقص الباليه
باليه أسترالي
باليه رامبرت
رويال باليه
شتوتغارت باليه
موريس بيجار (باليه لوزان)
الرقص
مسرح كركلا للرقص
شركة بول تايلور للرقص
مسرح الرقص ألوين نيكولايس
مسرح رقص ألفين آيلي
ملك الرقص
أوركسترا
مايلز ديفيس
غرفة أوركسترا موسكو
قاعة أوركسترا شتوتغارت
أوركسترا الغرفة الإنجليزية
الاوركسترا السمفونية الوطنية اللبنانية
أوركسترا نيويورك الفيلهارمونية
أكاديمية سانتا سيسيليا في روما
اوركسترا بيتسبرغ السمفونية
المطربين والموسيقيين والممثلين
بلاسيدو دومينغو
إيلا فيتزجيرالد
فيروز
جوان بايز
جوني هاليداي
صباح
نينا سيمون
ستينغ
ام كلثوم
وردة الجزائرية
جيسي نورمان
جيرارد ديبارديو
فاني أردانت
أنجيلا جورجيو
جان ميشيل جار
ميكا
إبراهيم معلوف
أنجيليك كيدجو
ماتيو شديد
بن هاربر
الفرق الموسيقية
ديب بيربل
مشروع ليلى
المسرح
المسرح الوطني الفرنسي
المسرح الوطني البلجيكي
فيروز والأخوان رحباني والفرقة اللبنانية الشعبية (من 1957 إلى 1973).

## روابط خارجية
- موقع مهرجان بعلبك الدولي